# 劉九經
劉九經（？—？），字紹周，號预吾，陝西鳳翔府郿縣人，明朝政治人物。

## 生平
萬曆十年（1582年）壬午科順天府鄉試舉人。萬曆二十年（1592年），登壬辰科三甲一百五十三名進士，吏部觀政，二十一年授直隸邢臺縣知縣，二十六年行取山東道御史，三十年巡视芦沟桥。因言事謫两淮運司知事，患病謝歸。

## 家族
曾祖劉秉常；祖父劉守正；父劉蓬，壽官。